# Església de Sant Joan (Santianes, Pravia)
L'església de Sant Joan Apòstol i Evangelista de Santianes (Pravia) és un temple cristià del segle viii, situat a la parròquia de Santianes del consell asturià de Pravia, al nord d'Espanya.
L'església va ser construïda al segle viii, per voluntat del rei Silo d'Astúries, segons indica la làpida fundacional del temple, i va haver de ser construïda en el període comprès entre els anys 774 i 783. El rei Silo d'Astúries va traslladar la Cort des de Cangas d'Onís fins a Pravia, punt de trobada de diverses calçades romanes, entre elles la que anava fins a Asturica Augusta (Astorga). Se la considera l'església més antiga d'Astúries, i formava part del complex cortesà que es completava amb el palau reial, avui totalment desaparegut, que es va construir als voltants del temple, possiblement sobre una edificació anterior. És considerada com una de les primeres obres del conegut com a preromànic asturià o art asturià. Al temple es va celebrar el debat entre el Beat de Liébana i Elipando de Toledo, sobre la interpretació adopcionista de la divinitat de Crist.
A l'església de Sant Joan van rebre sepultura, segons van recollir les cròniques de l'època, el rei Silo d'Astúries, la seva esposa, la reina Adossenda, i el rei Mauregat d'Astúries.
Al costat de l'església hi ha el museu de Santianes de Pravia, inaugurat el juliol de 2007.

## Arquitectura i morfologia
L'església va romandre és el seu estat original fins al segle xvi començant a patir diferents transformacions i reformes durant els dos segles posteriors. Aquestes reformes transformaren profundament l'església. A la dècada dels 1970 s'inicia la restauració i modificació del temple per adequar-lo a la seva forma inicial. Aquestes obres dirigides per José Menéndez Pidal van permetre el descobriment d'elements originals així com tornar a l'església el seu aspecte primitiu.
El temple estava formada per tres naus laterals separades per arcs de mig punt, fets amb maons, sobre pilars sent la central més ampla que les dues laterals. Les naus formen un cos rectangular, amb un nàrtex obert als peus convertit en panteó regi on segons la tradició es van sepultar els cossos de Silo i Adossenda. El panteó comptava amb una petita tribuna de fusta avui modificada.
Els arcs porten aparell mixt, carreu a les arrencades i maons a la part central.
El creuer original, avui desaparegut, estava format per una arcada de tres naus que enllaçava amb l'arqueria de la nau central. El transsepte amb pilars cruciformes s'obria a tres capelles rectangulars. L'absis era de forma semicircular peraltada a l'interior amb murs rectangulars per l'exterior. Com a conseqüència d'unes reformes posteriors, l'absis antic semicircular en planta va ser substituït per un tester pla i sobre ell una volta; als seus costats es van fer dues sagristies, una usada de dipòsit arqueològic. De la construcció original queden les naus centrals i laterals. El pòrtic i la tribuna reial, d'aparença antiga, són reconstruccions modernes. El cos de l'església es cobria amb fusta i els absis amb volta de canó.

Els finestrals conservats actualment ens indiquen que estaven formats per arcs de ferradura simples i dobles. Entre totes les finestres destacava la situada a l'absis. Aquesta finestra estava composta per una triple arcada de ferradura amb una cuidada fàbrica segons es desprèn dels fragments trobats i que es conserven al Museu Preromànic de Santianes. Aquesta finestra a més contenia la dedicatòria fundacional del temple que, segons la reconstrucció completa del text, diria:
| « | <ESTA SANTA CASA SE MANTIENE FIRME EN HONOR DE SAN JUAN APOSTOL Y EVANGELISTA> | » |

## Sepultures reials
A l'església de Sant Joan de Santianes de Pravia van rebre sepultura, segons diuen diversos autors, tres membres de la reialesa asturiana:
- Silo d'Astúries (?-783). Rei d'Astúries.
- Adossenda, reina consort d'Astúries i esposa de l'anterior. Va ser filla d'Alfons I, rei d'Astúries, i de la reina Ermessenda.
- Mauregat d'Astúries (?-789). Rei d'Astúries. Fou fill natural del rei Alfons I d'Astúries dit el Catòlic i de l'esclava musulmana Sisalda.

Després de la seva defunció, el cadàver del rei Silo va rebre sepultura a l'església de Sant Joan de Santianes de Pravia, que el monarca asturià havia ordenat erigir, i en què encara es conserva la tomba en què se suposa que jeuen les restes del rei i els de la seva esposa, la reina Adossenda, que va ser inhumada al mateix temple, encara que no obstant això, el mestre Custodi va assenyalar que les restes del rei Silo van ser traslladades al monestir de San Juan de las Dueñas (avui Monestir de San Pelayo) de la ciutat d'Oviedo, i que darrere de l'altar major de l'església del monestir es trobava la sepultura del monarca asturià.
El cadàver del rei Mauregat d'Astúries també va rebre sepultura a l'església de Sant Joan de Santianes de Pravia, en un sepulcre llis. L'historiador Tirso d'Avilés i Hevia va assenyalar que sobre la tomba del rei Mauregato va ser esculpit el següent epitafi:
| « | <Hic iacet in Pravia qui pravus fuit (Aquí en Pravia yace el que fue depravado).> | » |

Traducció de José María Solé.

## Baptisteri

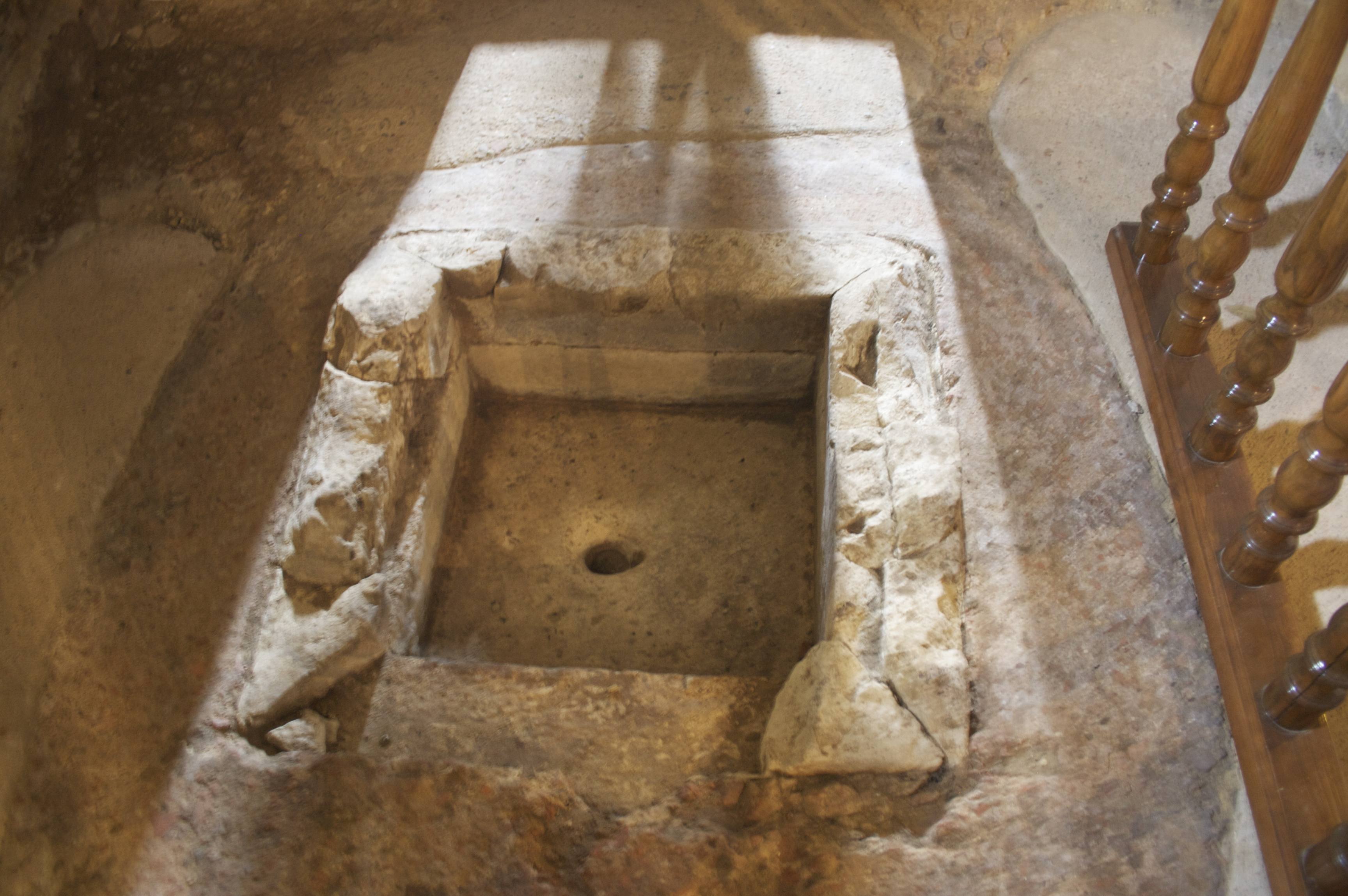
Imatge del baptisteri descobert durant les obres de restauració del temple.

Durant les excavacions i les obres de restauració del temple, que van tornar al temple el seu sòl original, va ser trobat un baptisteri, ocult fins aleshores. Se'l considera el més antic i l'únic conservat d'Astúries.
La piscina baptismal té unes dimensions de 56,5 cm d'amplada, 61,5 cm de llarg i una profunditat de 26,5 cm.

## Altar i cancells
L'altar i els cancells que s'exposen actualment a l'església són còpia dels originals traslladats per Fortunato de Selgas a la Quinta de los Selgas a El Pito (Cudillero) i que es van conservar fins al 2008 a la cripta de la contigua església de Jesús Nazareno, moment en què es van traslladar a una sala al mateix Palau o uinta de los Selgas.
L´altar és el més antic d´Espanya.

## Necròpolis altmedieva
Durant les excavacions realitzades el 1988 van ser descoberts a la sagristia nord del temple els restos d'una necròpolis medieval.